# 库洛米耶站
库洛米耶站，是法国的一个铁路车站，位于法国城市库洛米耶，属于法兰西岛第五收费区（法語：Zone 5）。

## 位置
库洛米耶站位于库洛米耶市区的南部，格雷茨－塞扎讷铁路71.621公里处。因该铁路库洛米耶站以下的路段已关闭，因此库洛米耶站为该铁路的实际终点。车站大致呈西北-东南走向，开口朝东北。

## 站台设置
| 东北↑ |      |        | 主站房 |
|       | 侧式 |        |        |
| A道   |      | 过路车 |        |
| C道   |      | 过路车 |        |
|       | 侧式 |        |        |
| 西南↓ |      |        |        |

## 停靠线路
以下列车线路在库洛米耶站停靠：
| 库洛米耶站列车线路表（区域线路） |        |           |          |          |
| 起点                             | 上一站 | 线路      | 下一站   | 终点     |
| 巴黎东                           | 穆鲁   | [T] · [P] | （终点） | （终点） |

## 配套交通

### 长途客车
| 停靠库洛米耶站的大巴车 |                      | |
| 上下车地点             | 运营单位             | 主要线路及目的地 |
| 库洛米耶站门口         | Express 77           | 01 勒拜 · 圣但尼莱勒拜 · 布瓦西勒沙泰勒 · 莫佩尔蒂 · 佩扎尔什 · 吕米尼-内勒-奥尔莫 · 丰特奈-特雷西尼 · 布里地区绍姆 · 韦尔讷伊莱唐 · 吉涅 · 克里斯努瓦 · 沃勒佩尼勒 · 默伦 17 谢西快铁站 · 克雷西-拉沙佩勒 · 穆鲁 · 戈谢堡                                                                                              |
| 库洛米耶站门口         | Transdev Darche Gros | 02 穆鲁 · 波默斯 · 法尔穆捷 · 莫兰河畔拉塞勒 · 盖拉尔 · 达马尔坦叙蒂若 · 蒂若 · 孔特新城 03A 穆鲁 · 布里地区迈松塞勒 · 桑西 · 楠特伊莱莫 · 莫城 03B 穆鲁 · 日尔穆捷 · 皮埃尔勒韦 · 拉欧特迈松 · 布里地区迈松塞勒 · 桑西 · 沃库尔图瓦 · 布蒂尼 · 楠特伊莱莫 · 莫城 41 茹阿尔 · 拉费泰苏茹阿尔 42 布里地区舒瓦西 · 舍夫吕 |
| 库洛米耶站门口         | Procars              | 03 戈谢堡 · 布里地区舒瓦西 · 茹伊勒沙泰勒 · 舍努瓦斯 · 鲁伊 · 普罗万 |
| 库洛米耶站门口         | SNCF                 | （当某条铁路线施工或罢工时，SNCF可能也会提供途径该线路沿途站点的大巴车） |
| 1. 2. 3. 4.            |                      | |

### 城市公共交通
| 库洛米耶站附近的市内公共交通线路   |                | |
| 公交车站名称                       | 位置           | 停靠线路 |
| Gare de Coulommiers 库洛米耶火车站 | 库洛米耶站门口 | A 河谷商业中心（Vaux Centre Commercial）↔ 医院（Hôpital） B 河谷商业中心（Vaux Centre Commercial）↔ 甘必大（Gambetta） C 库洛米耶火车站（）（单循环线路，经库洛米耶市区） |

### 社会车辆
库洛米耶站门口设有社会车辆停车场。

## 临近车站
| 库洛米耶站（Gare de Coulommiers） |                    |                                     |
| 上行车站                          | 线路               | 下行车站                            |
| 穆鲁站 3.1km ←                    | 格雷茨－塞扎讷铁路 | （终点） （库洛米耶以东方向已关闭） |
| - 本表仅显示运营中的线路及车站    |                    |                                     |